# Station Thieux - Nantouillet
Station Thieux - Nantouillet is een spoorweghalte aan de spoorlijn spoorlijn La Plaine - Hirson en Anor. Het ligt in de Franse gemeente Thieux, vlak bij Nantouillet in het departement Seine-et-Marne (Île-de-France).

## Geschiedenis
Het station werd in 1902/1903 geopend, als vervanging van een tijdelijke halte uit 1870 voor overslag van boerenartikelen.

## Ligging
Het station ligt op kilometerpunt 31,327 van de spoorlijn La Plaine - Hirson en Anor.

## Diensten
Het station wordt aangedaan door treinen van Transilien lijn K (Paris-Nord - Crépy-en-Valois)

## Vorig en volgend station
| Richting   | Vorig station | Lijn    | Volgend station                 | Richting        |
| ---------- | ------------- | ------- | ------------------------------- | --------------- |
| Paris-Nord | Compans       | Trans K | Dammartin - Juilly - Saint-Mard | Crépy-en-Valois |